# Limelights
Limelights bestod av de två unga tjejerna Anna Jalkeus och Liselotte Östblom som vann Lilla Melodifestivalen 2004 och kom på femtonde plats i Junior Eurovision Song Contest i Lillehammer i november samma år med melodin Varför jag?. Låten skrev de till Melodifestivalen i deras skola.